# Hungría en los Juegos Europeos de Minsk 2019
Hungría participó en los Juegos Europeos de Minsk 2019. Responsable del equipo nacional fue el Comité Olímpico Húngaro.
El portador de la bandera en la ceremonia de apertura fue el judoka Miklós Ungvári.

## Medallistas
El equipo de Hungría obtuvo las siguientes medallas:
| Nombre                                                 | Deporte            | Competición               |
| ------------------------------------------------------ | ------------------ | ------------------------- |
| Oro                                                    |                    |                           |
| Bálint Kopasz                                          | Piragüismo         | K1 1000 m M               |
| Bálint Kopasz                                          | Piragüismo         | K1 5000 m M               |
| Anna Kárász Danuta Kozák Tamara Csipes Erika Medveczky | Piragüismo         | K4 500 m F                |
| Virág Balla Kincső Takács                              | Piragüismo         | C2 500 m F                |
| Plata                                                  |                    |                           |
| Erik Torba                                             | Lucha grecorromana | 60 kg M                   |
| Balázs Birkás                                          | Piragüismo         | K1 200 m M                |
| Danuta Kozák                                           | Piragüismo         | K1 200 m F                |
| Danuta Kozák                                           | Piragüismo         | K1 500 m F                |
| Dóra Bodonyi                                           | Piragüismo         | K1 5000 m F               |
| Anna Kárász Danuta Kozák                               | Piragüismo         | K2 500 m F                |
| Bronce                                                 |                    |                           |
| Gréta Kerekes                                          | Atletismo          | 100 m vallas F            |
| Dávid Vecsernyés                                       | Gimnasia artística | Barra fija M              |
| Sára Péter                                             | Gimnasia artística | Salto de potro F          |
| Attila Ungvári                                         | Judo               | –81 kg M                  |
| Yves Martial Tadissi                                   | Karate             | Kumite –67 kg M           |
| Gábor Hárspataki                                       | Karate             | Kumite –75 kg M           |
| Tamás Lőrincz                                          | Lucha grecorromana | 77 kg M                   |
| Viktor Lőrincz                                         | Lucha grecorromana | 87 kg M                   |
| István Péni                                            | Tiro               | Rifle 3 posiciones 50 m M |